# 大比洛維采

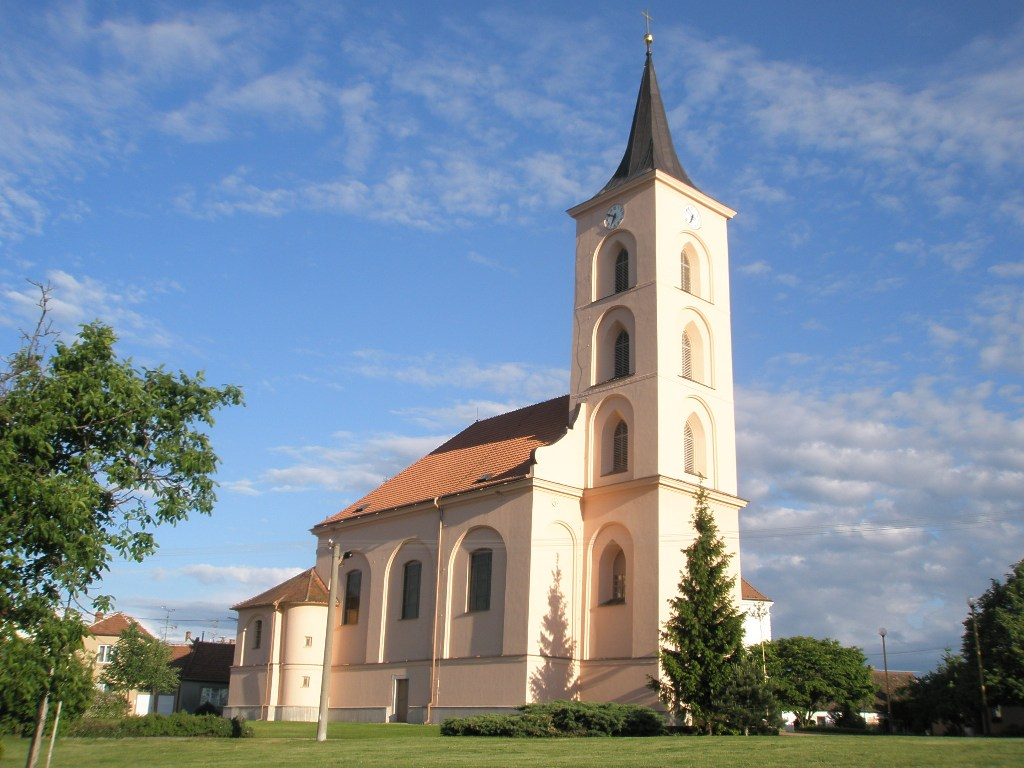

大比洛維采是捷克的城鎮，位於該國南部，距離布熱茨拉夫10公里，由南摩拉維亞州負責管轄，面積25.73平方公里，海拔高度176米，2012年人口3,882。

## 外部連結
- （捷克文） Official website（页面存档备份，存于）
- （捷克文） From cellar to cellar（页面存档备份，存于）
- （捷克文） Official website of Basic school（页面存档备份，存于）

48°50′57″N 16°53′32″E / 48.84917°N 16.89222°E